# Войников
Войников (на чешки: Vojníkov) е малко село в Южнобохемски край Чехия. Намира се на 6 км северно от Писек. Населението му е 83 души (по приблизителна оценка от януари 2018 г.).

## Местни части
- Войников
- Држов
- Лоука